# فنسنت روتيرس
فنسنت روتيرس (بالفرنسية: Vincent Rottiers)‏
```
(و. 
1986
 – 
م
)
[
1
]
 هو 
ممثل
 من 
فرنسا
 . ولد في 
ايفري
 .
[
2
]
```

## روابط خارجية
- فنسنت روتيرس على موقع IMDb (الإنجليزية)
- فنسنت روتيرس على موقع قاعدة بيانات الأفلام العربية
- فنسنت روتيرس على موقع ألو سيني (الفرنسية)
- فنسنت روتيرس على موقع أول موفي (الإنجليزية)
- فنسنت روتيرس على موقع قاعدة بيانات الأفلام السويدية (السويدية)
- فنسنت روتيرس على موقع قاعدة بيانات الفيلم (الإنجليزية)
- فنسنت روتيرس على موقع كينوبويسك (الروسية)